# كلود هيلر
كلود هيلر هو دبلوماسي وسياسي مكسيكي، ولد في 2 مايو 1949 في مدينة مكسيكو في المكسيك. انتخب رئيس مجلس الأمن التابع للأمم المتحدة.